# 伍乔
伍乔（生卒年不详），南唐庐江（今安徽省中部偏南、巢湖西南岸）人，自幼入庐山国学，专诗文，作《庐山书送祝秀才还乡》诗云：“莫使蹉跎恋疏野，男儿酬志在当年”。《江南通志》、光绪《庐江县志》记，乔于国学苦节自励，一夕，见人掌自牖隙入，中有“读《易》”二字，遂取《易》读之，探索精微，迨数年，山下有僧夜梦伍乔星，旦入国学访得乔，勉之进取。后乔于南唐保大元年（943）以《八卦赋》中进士第一，元宗命石勒乔赋于国门。官歙州通判、考工员外郎。年70卒于官。诗多散佚，《全唐诗》仅录一卷。《庐州府志》记伍乔墓在庐江城南马厂岗，居民耕田得碑为验。其母墓为庐江柴埠渡南岗。

## 相關傳說
民間傳說，南唐狀元伍喬為迎娶一位美女，根據當地習俗需喝一杯帶有列火的酒，伍冒死將其飲下，最終將美女迎娶。在後來該傳說也成為宋詞詞牌《喝火令》的由來。

## 作品
- 冬日道中
- 观华夷图
- 观山水障子
- 寄落星史虚白处士
- 寄史处士
- 寄张学士洎
- 九江旅夜寄山中故人
- 林居喜崔三博远至
- 龙潭张道者
- 庐山书堂送祝秀才还乡
- 暮冬送何秀才毗陵
- 僻居酬友人
- 僻居秋思寄友人
- 僻居谢何明府见访
- 送江少府授延陵后寄
- 宿山
- 题西林寺水阁
- 晚秋同何秀才溪上
- 闻杜牧赴阙
- 游西禅
- 游西山龙泉禅寺